# アレックス・ムニョス
アレハンドロ・"アレックス"・ホセ・ムニョス・ミゲル（Alejandro José 'Álex' Muñoz Miquel、1994年7月30日 - ）は、スペイン・バレンシア州サント・ホアン・ダラカント出身のサッカー選手。レバンテUD所属。ポジションはディフェンダー。

## クラブ経歴
バレンシア州のサント・ホアン・ダラカントに生まれ、15歳まで地元アリカンテCFのカンテラで育つと、2009年にエルクレスCFに移った。3年後の2012年9月22日、FCバルセロナBとのリーグ戦にてプロデビューを果たした。翌2013-14シーズン、クラブがセグンダ・ディビシオンBへ降格すると、レギュラーに定着し、クラブも2シーズン連続でセグンダ昇格プレーオフに進出したが、いずれも昇格は達成できていない。
エルクレスでの活躍から2016年7月21日、セビージャFCと3年契約を交わし、Bチーム登録となった。しかし、Bチームでさえポジションを確保できず、2シーズン後に同じくセグンダのレアル・ソシエダに3年契約でフリー移籍をした。だが、サラゴサでもポジション確保には至らず、わずか1シーズンで契約を解除し、フリーの身となった。
2019年7月26日、CDテネリフェと2年契約を結んだ。